# Villafuertes
Villafuertes es una localidad, entidad local menor, perteneciente al municipio de Villangómez, en la provincia de Burgos (España). Fue municipio hasta su integración en Villangómez en la segunda mitad del siglo XIX. Se encuentra en el valle del río Cogollos, y a 2,1 km al este de la localidad de Villangómez. Su economía se basa en la agricultura y la ganadería. Iglesia parroquial interesante. Su alcalde pedáneo (2007-actual) es Lorenzo Cámara Revilla, del Partido Popular.

## Población
En 1842 contaba con 29 hogares y 116 vecinos.
Entre el censo de 1857 y el anterior, este municipio desaparece porque se integra en el municipio 09448 Villangómez.
En 2006, contaba con 106 habitantes.
En 2011, contaba con 120 habitantes.

## Festividades
- Nuestra Señora del Rosario (primer domingo de octubre).

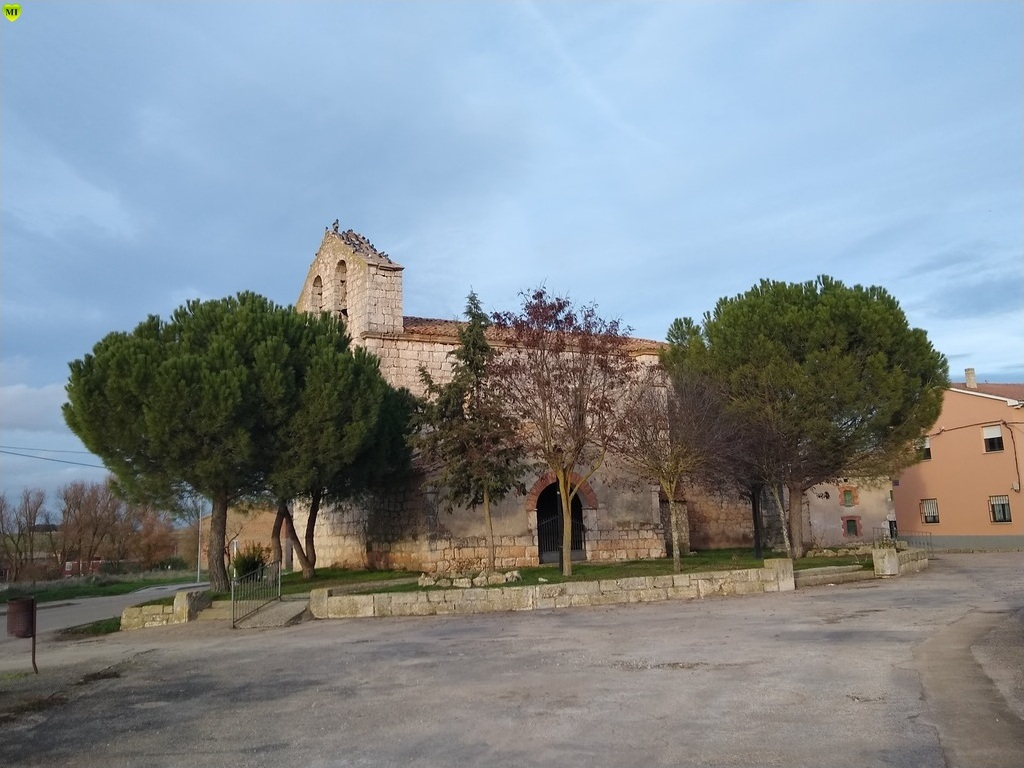
Iglesia de Nuestra Señora del Rosario
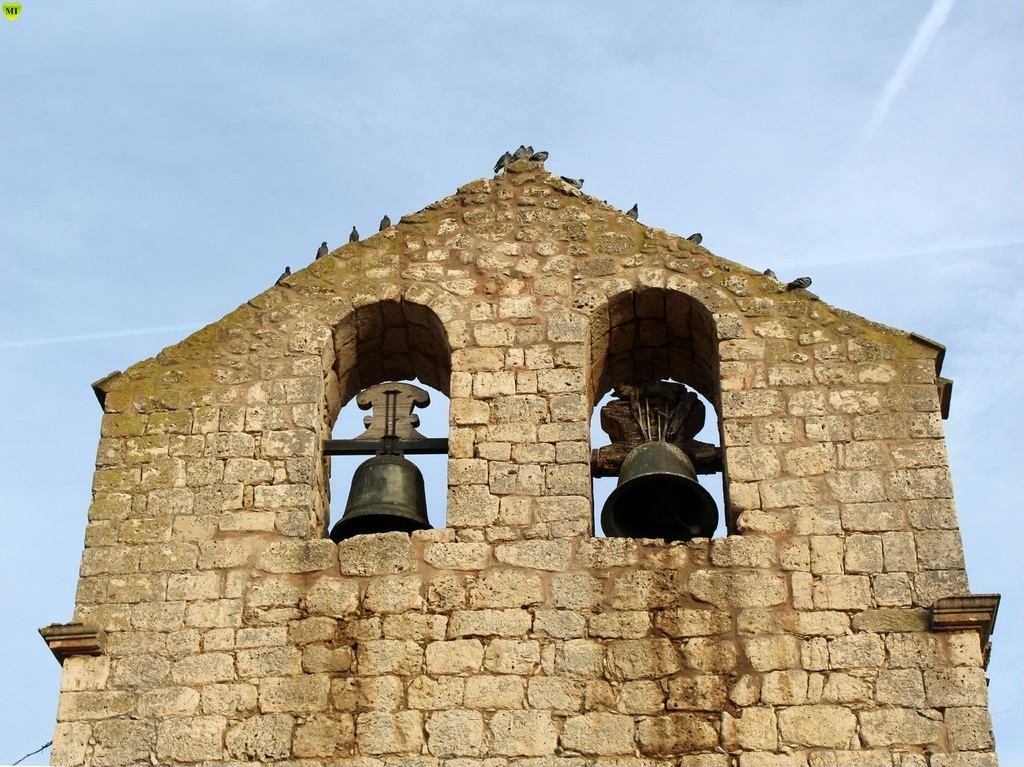
Iglesia de Nuestra Señora del Rosario. Espadaña
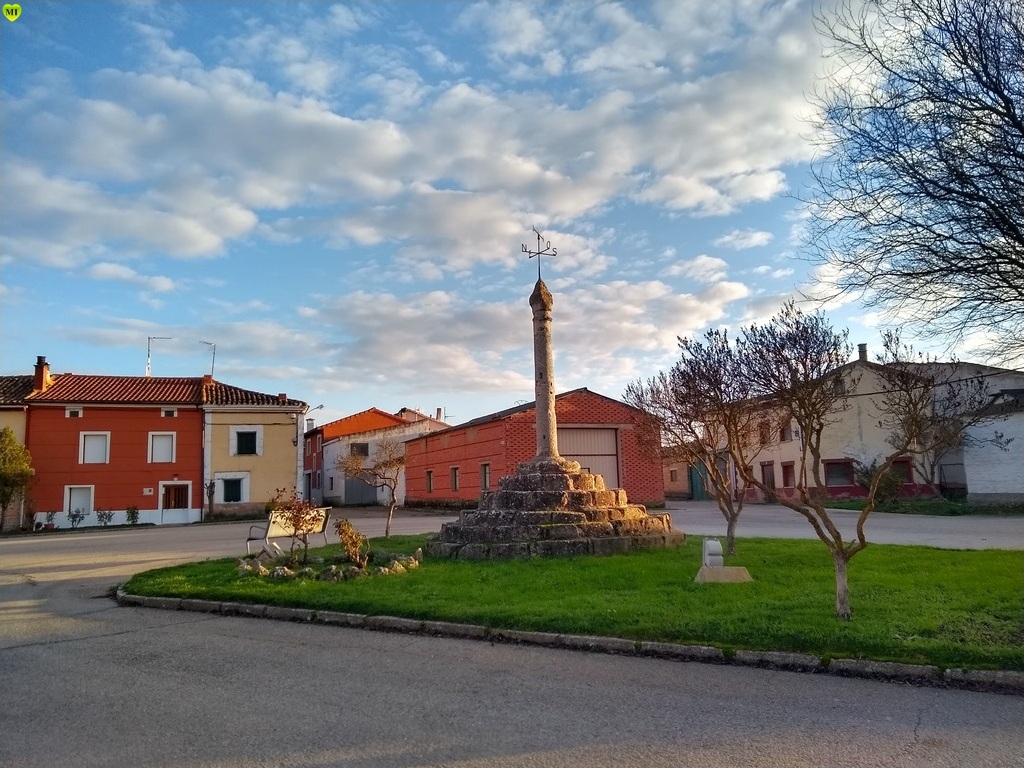
Rollo
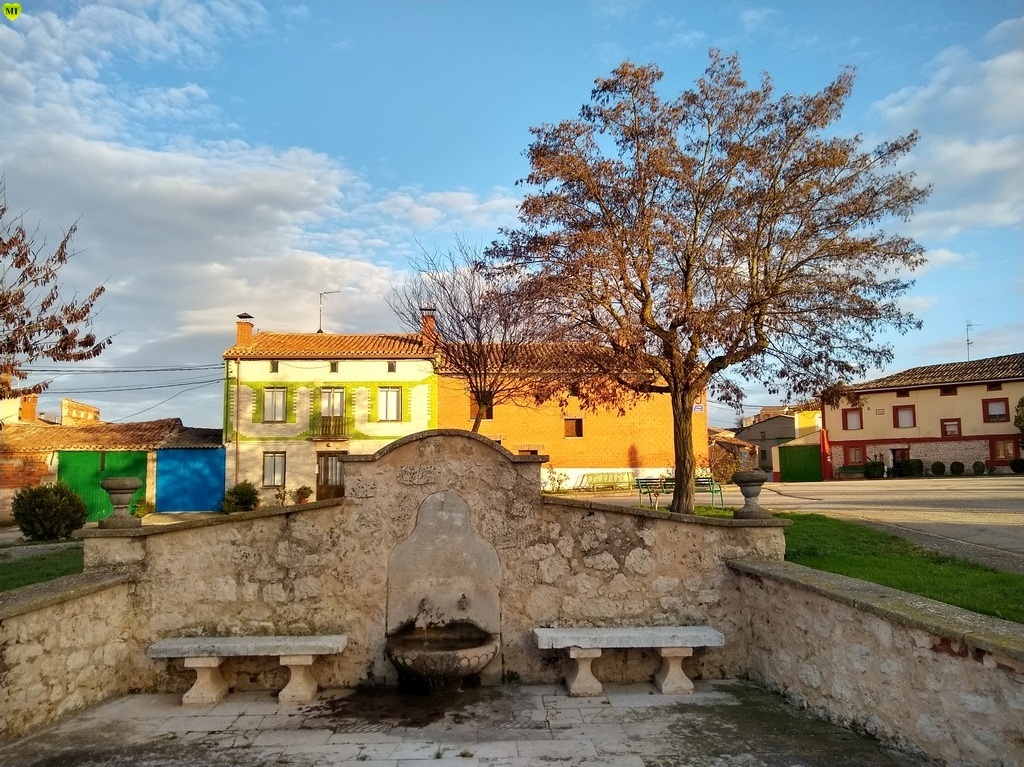
Fuente